# Союз ТМ-1

Союз ТМ (также Союз ТМ-1) — первый корабль серии Союз ТМ. Союз ТМ-1 был запущен 21 мая 1986 года в беспилотном режиме для отработки систем нового корабля, посадка произведена 30 мая 1986 года. Корабль пристыковался к орбитальной станцией «Мир» 23 мая 1986 года, отстыковался 29 мая. Следующим беспилотным запуском кораблей «Союз» стал Союз МС-14 в 2019 году.
Данный космический корабль помог Союзу Советских Социалистических Республик ( СССР)  отработать системы, впоследствии этого были созданы и усовершенствованы новые модели из серии Союз ТМ. Модели кораблей разработанный на базе данного корабля перевозят на МКС космонавтов из самых разных стран.
Примерные характеристики:
- Масса: около 6800 кг
- Длина: около 7,48 м
- Диаметр: около 2,72 м

Союз ТМ-1 был символом советской и российской космонавтики и продолжает оставаться важным элементом космических программ и миссий в настоящее время. Без этого корабля не было бы других кораблей это легенда космонавтики. 